# نورون تک‌قطبی
جسم سلولی نورون‌های تک‌قطبی (به انگلیسی: Unipolar neurons) فقط یک نوریت دارد که به فاصلۀ کوتاهی از جسم سلولی، به دو شاخه تقسیم می‌شود؛ یکی از آن‌ها به طرف محیط و دیگری به دستگاه عصبی مرکزی می‌رود. شاخه‌های این نوریت واحد، ویژگی‌های عملی و ساختمانی یک آکسون را دارند. در این نوع نورون، به شاخه‌های انتهایی ظریف که در انتهای محیطی آکسون در محل گیرنده یافت می‌شوند، دندریت گفته می‌شود. در انسان نورون یک‌قطبی دیده نمی‌شود؛ نورون‌هایی که دارای جسم سلولی مدور هستند و یکی زائدۀ عصبی از این جسم سلولی خارج شده و به دو شاخه تقسیم می‌شوند، نورون‌های یک‌قطبی کاذب (به انگلیسی: Pseudounipolar neurons) خوانده می‌شوند. نمونه‌هایی از این نوع نورون در گانگلیون پشتی نخاع یافت می‌شود.